# Carex elatior
Carex elatior är en halvgräsart som beskrevs av Johann Otto Boeckeler. Carex elatior ingår i släktet starrar, och familjen halvgräs. Inga underarter finns listade i Catalogue of Life.